# Aysel Tuğluk
Aysel Tuğluk (ur. 17 lipca 1965 w Elazığu) – kurdyjska deputowana do parlamentu tureckiego, związana z Partią Społeczeństwa Demokratycznego (Demokratik Toplum Partisi).

## Życiorys
Ukończyła studia prawnicze na Uniwersytecie Stambulskim. Po studiach pracowała w zawodzie adwokata, działała w Fundacji Studiów nad Prawem i Społeczeństwem (TOHAV), a także w Stowarzyszeniu Kobiet Patriotek (Yurtsever Kadınlar Dernegi, YKD). W procesie Abdullaha Öcalana w roku 2003 występowała jako jego obrońca.
Jako przedstawicielka umiarkowanej frakcji kurdyjskiej Partii Społeczeństwa Demokratycznego w 2007 zdobyła mandat do parlamentu tureckiego (okręg Diyarbakir). W tym samym roku została po raz pierwszy skazana przez sąd na 18 miesięcy więzienia, za rozpowszechnianie ulotek w języku kurdyjskim, czego zakazuje prawo tureckie. 5 lutego 2009 została skazana po raz drugi przez sąd okręgowy w Diyarbakir na 18 miesięcy więzienia za złamanie ustawy antyterrorystycznej. Powodem oskarżenia były słowa użyte w ulotkach, rozpowszechnianych w czasie obchodów Święta Kobiet w 2006, w których bojowników Partii Pracujących Kurdystanu, określanych w Turcji pojęciem terrorystów, określano jako "bohaterów". Odpowiedzialnością za kolportaż tego typu ulotek obciążono przywódcę partii Ahmeta Turka i ówczesną wiceprzewodniczącą partii - Aysel Tuğluk. Przed uwięzieniem chronił ją immunitet poselski, ale w grudniu 2009 turecki Sąd Konstytucyjny pozbawił ją mandatu i zabronił prowadzenia działalności politycznej przez okres pięciu lat. Ten sam Sąd zdelegalizował 11 grudnia 2009 Partię Społeczeństwa Demokratycznego uznając, że była powiązana z Partią Pracujących Kurdystanu. W wyborach parlamentarnych w czerwcu 2011 ponownie uzyskała mandat deputowanej.
W 2012 stanęła przed sądem okręgowym w Diyarbakır. Na podstawie jej 10 przemówień oskarżono ją o współpracę z Partią Pracujących Kurdystanu czyli o działalność propagandową na rzecz organizacji terrorystycznej. Prokurator domagał się dla Tuğluk 82,5 lat więzienia, ale sąd skazał ją na 14 lat i 7 miesięcy pozbawienia wolności. Prawnicy reprezentujący deputowaną skierowali jej sprawę do Najwyższego Sądu Apelacyjnego.
Ponownie aresztowana 26 grudnia 2016, w styczniu 2018 skazana na karę 18 miesięcy pozbawienia wolności za udział w nielegalnych zgromadzeniach i demonstracjach. W marcu 2018 skazana ponownie, tym razem na 10 lat więzienia za „kierowanie organizacją terrorystyczną". Oskarżona nie przyznała się do stawianych jej zarzutów.